# بشرى (إربد)
بشرى بلدة من بلدات محافظة إربد الأردنية وهي من القرى المجاورة لمركز المحافظة. ترتفع 560 متر عن سطح البحر (1840 قدمًا). تقع إلى الشرق من البلدية وتبعد عن مدينة إربد 3 كم. يحدها من الشمال بلدتي حكما وبيت رأس (كابيتاليوس الرومانية) ومن الجنوب بلدة حوارة ومن الشرق بلدة سال ومن الغرب مدينة إربد، وهي بذلك تقع على الطريق الواصل بين مدينتي إربد والرمثا.

## التسمية
في اللغة، كلمة البشرى مأخوذة من البُشارة والبِشارة، وهي ما بُشِر به وما يعطيه المبشر (المعجم الوسيط: مادة بشر). ولقد ورد في معجم البلدان لياقوت الحموي أن بشرى اسم بلدة (الحموي :ج1 :47). كما عاد وأكد الدباغ هذه الرواية بذكره أن بشرى اسم بلدة بوزن حُبلى، تقع في ظاهر إربد الشرقي، وترتفع عن سطح البحر 560 متراً (الدباغ:ج3: 248)، وقد ذكرها هكذا دون تفصيل. وتشير بعض الروايات إلى أن خالد بن الوليد بُشر بنصر المسلمين في أحد غزواته وعندما جاء البشير من جهة الشرق سأله خالد بن الوليد، فقال له: البُشرى، لقد انتصرت جيوش المسلمين. فقال هي بشرى. ومنها أخذت التسمية، وسميت المنطقة الشرقية التي قدم منها البشير سال [بحاجة لمصدر].

## جغرافيا البلدة
تعتبر بلدة بشرى جزء من سهل حوران؛ وهي ذات طبيعة سهلية، وذات تربة حمراء تميل إلى البني، خصبة جداً، إذا ما زرعت بالقمح والحبوب. في هذه البلدة تلة صغيرة تدعى تلة محرز، وتطل على وادٍ في الجنوب يفصلها عن بلدة حوارة، يعرف بوادي الرويسة ينتهي إلى وادي راحوب الذي يصب في نهر اليرموك.
يشكل الشارع الرئيسي في وسط البلدة أخفض بقعة ممتدة من الشرق إلى الغرب. ويعرف وسط هذه البلدة بالبلدة القديمة، التي تشكل محور الحياة، وهي منطقة ذات طبيعة مختلفة، وتربتها ذات لون أبيض ورمادي، وتحتوي على بعض الكهوف، منها ما هو ممتد حول المسجد الكبير، ومنها ما أزيل إثر بناء مدرسة الذكور الثانوية في عام 1986 م.
تقسم أراضي بشرى إلى ثلاثة عشر حوض هي:  الرجوم السود، دغيم، المغارة، الباب، البورة، المواجه، بوسيا، غياضه، الصدار، الجوخ، الدن، البقعة، البيدر.
وتشتهر بزراعه الزيتون حيث ذكر شاعر الأردن الكبير عرار بشرى في شعره، إذ قال معترضاً على حلف بغداد:
'يا هبر لا بشرى ولا حوارة يعجبها عزفك للقيثارة'

## التعداد السكاني
بلغ عدد السكان عام 1961م حوالي 1560 نسمة، منهم 768 نسمة من الذكور و 792 نسمة من الإناث. وفي عام 1988م بلغ عدد السكان 11996 نسمة، منهم 6049 من الذكور و 5947 من الإناث. في عام 2016 م بلغ عدد السكان قرابه 45 ألف نسمة، غالبيتهم من عشيرتي الجرادات والعبابنة، حيث تشكل هذه العشيرتين قرابة الـ 74% من سكان البلدة، بالإضافة إلى أقلية من عشائر أخرى مثل العنبر، القضاة، والدواغرة، والعواودة، والحوراني. وفي بلدة بشرى أقلية مسيحية من آل خوري تمتد جذورهم في البلدة إلى ما يزيد عن 130 سنة.

## مركز بشرى القرآني
يتبع مركز بشرى القرآني لجمعية المحافظة على القرآن الكريم، تأسس المركز سنة 2008 م، ومن أهداف المركز الأساسية:
- نشر وترسيخ الثقافة والعلوم الإسلامية المتصفة بالوسطية والاعتدال.
- العناية بتحفيظ القرآن الكريم تلاوة وتجويداً وحفظاً.
- الإسهام في مساعدة المحتاجين من أبناء المجتمع المحلي تحقيقاً للتكافل الاجتماعي في الإسلام.